# Hessere (amerikanske revolution)
Hessere i den amerikanske uafhængighedskrig var tyske lejesoldater, som blev lejet af Storbritannien til at kæmpe mod kolonisterne. Begrebet henviser til indbyggerne i Hessen, hvor størstedelen af soldaterne var fra.
Landgreve Frederik 2. af Hessen-Kassel og andre tyske ledere ledede tusindvis af værnepligtige undersåtter som lejesoldater til Storbritannien for at kæmpe mod den amerikanske revolution. Omkring 30.000 af disse lejesoldater blev ledet, og de blev kaldt hessere fordi 16.992 af de totalt 30.067 mænd kom fra Hessen-Kassel. Nogle var direkte under ledelse af kong George 3. siden han var kurfyrste af Hannover. Andre soldater blev sendt af grev Vilhelm af Hanau, hertug Karl 1. af Braunschweig-Wolfenbüttel, fyrst Frederik Karl August af Waldeck-Pyrmont, markgrev Alexander af Ansbach og fyrst Frederik August af Anhalt-Zerbst.
En af de mest berømte begivenheder som involverede disse lejesoldater var slaget ved Trenton hvor omkring 900 hessere blev taget til fange af en styrke på 1.400. General George Washingtons kontinentale armé krydsede floden Delaware juleaften 1776 og gennemførte et vellykket overraskelsesangreb.
Styrkerne var ikke lejesoldater efter den moderne tankegang om professionelle, som kæmper for penge. Som i de fleste arméer i det 18. århundrede, var mændene hovedsageligt værnepligtige, gældsofre eller blevet shanghajet, nogle var kriminelle. Betalingen var lav, nogle soldater fik ikke andet end mad i løn. Officerskorpset bestod som regel af karriereofficerer, som havde tjent i tidligere europæiske krige. Indtægterne fra deres tjeneste modtog de tyske kongelige. De fleste hessiske enheder blev alligevel respekteret for deres disciplin og udmærkede militære evner.
Hesserne udgjorde omtrent en tredjedel af de britiske styrker i revolutionen. De inkluderede jægersoldater, husarer, tre artillerikompagnier og fire bataljoner af grenaderer. Hoveddelen af infanteriet var skarpskytter, musketerer og fusilierer. De var væbnet hovedsageligt med glatborede musketter, mens det hessiske artilleri brugte trepunds kanoner. Indledningsvis bestod et gennemsnitligt regiment af 500 til 600 mænd. Senere i krigen havde regimenterne dog blot 300 til 400 mænd.
Omkring 18.000 hessere ankom til Amerika i 1776, mens flere ankom senere. De gik først i land ved Staten Island den 15. august 1776, og deres første kamp var slaget ved Long Island. Hesserne kæmpede i næsten alle slag, selvom de efter 1777 hovedsageligt blev brugt som garnisonsstyrker. En del af hesserne kæmpede i slagene og felttogene i de sydlige stater i løbet af 1778-80 (inklusiv Guilford Court House), og to regimenter kæmpede i belejringen af Yorktown i 1781.
Ud over skudsalver, brugte de amerikanske oprører propaganda mod hesserne. De opmuntrede hesserne til at desertere og slutte sig til den store tysk-amerikanske befolkning. I april 1778 lovede et brev 0,2 km² med land til hver desertør. Benjamin Franklin skrev en artikel som hævdede at en hessisk kommandant ønskede at flere af hans soldater døde så han kunne blive bedre kompenseret.
Efter at krigen var slut i 1783, returnerede 17.313 hessere til deres hjemland. Af de 12.526 som ikke rejste, var omkring 7700 døde. Af disse døde 1200 i kampe og 6354 af sygdom eller ulykker. Omkring 5000 hessere slog sig ned i Nordamerika, både i USA og Canada, nogle fordi deres kommandant nægtede at tage dem med tilbage til Tyskland, da de var kriminelle eller fysisk syge. De fleste af dem giftede sig og slog sig ned blandt befolkningen i det nydannede USA. Mange af dem blev bønder eller håndværkere. Antallet af deres direkte efterkommere, som i dag lever i USA eller Canada, er ikke kendt.
Den britiske regering betalte i 1786 landgreven af Hessen-Kassel en kompensation på £471.000 for tabet af de hessiske styrker.